# Multidimensionale vloeistofchromatografie
"Multi Dimensional Liquid Chromatography" (MDLC) oftewel Multidimensionale vloeistofchromatografie is een scheidingsmethode in de analytische chemie waarbij gewerkt wordt met twee of meer kolommen met verschillende stationaire fasen en een vloeibare mobiele fase.
Door het gebruik van meerdere kolommen heeft MDLC een hogere selectiviteit en daarmee een hoger scheidend vermogen dan standaard HPLC-systemen, die met één kolom werken. Daardoor kunnen complexere mengsels gescheiden en geanalyseerd worden, bijvoorbeeld urine of bloedplasma. Naast MDLC bestaat er ook multidimensionale gaschromatografie (MDGC), waarbij de mobiele fase een gas is in plaats van een vloeistof.

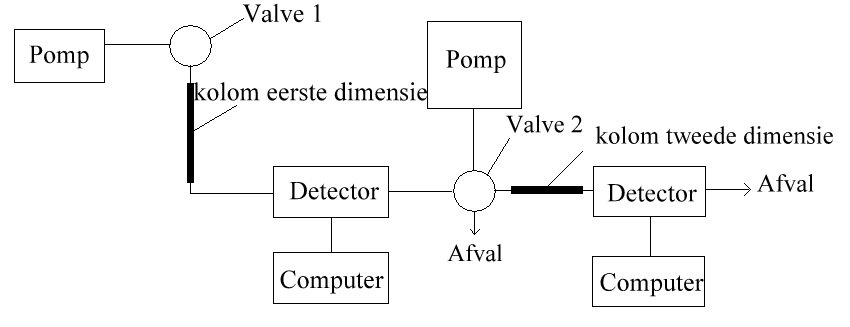
Schematisch MDLC-systeem

## Soorten MDLC
Er bestaan twee soorten multidimensionale chromatografie: offline en online MDLC.

### Offline MDLC
Bij offline multidimensionale chromatografie zijn de analytische kolommen niet fysiek met elkaar verbonden. Fracties van een HPLC-eluaat worden opgevangen en vervolgens geïnjecteerd in de tweede kolom met vaak een orthogonaal retentiemechanisme. Met de orthogonaliteit van een retentiemechanisme bedoelt men dat de scheiding is gebaseerd op andere analiet/molecuuleigenschappen dan gebruikt werd voor scheiding in de eerste kolom. Dit is logisch omdat stoffen die samen elueerden in een fractie qua moleculaire retentie-eigenschappen dicht bij elkaar zitten en dus weinig efficiënter gescheiden worden door eenzelfde kolom. Offline chromatografie wordt in het algemeen vaker gebruikt dan online.

### Online MDLC
Bij online multidimensionale chromatografie zijn de kolommen verbonden door een “transfer line” (bijvoorbeeld een gedeactiveerd fused silica capillair). Het eluaat van de eerste dimensie wordt via dat capillair en/of een analytische schakelklep naar de andere dimensie(s) gestuurd. Het theoretisch berekende totaal scheidend vermogen van wat orthogonale MDLC-systemen in praktijk zouden kunnen bereiken is nog niet behaald. Dit komt onder andere doordat fracties met eluens van de eerste kolom/dimensie vaak een minder geschikt eluens is voor de volgende kolom(men)/dimensie(s). Er moeten technische middelen ontwikkeld worden die het overbrengen van de fracties, oftewel moduleren van monsterfracties sterk verbeteren. In MDGC bijvoorbeeld is de modulator al veel verder ontwikkeld.

## Theorie

### Piekcapaciteit
De belangrijkste reden voor het gebruik van MDLC is de piekcapaciteit. De piekcapaciteit nc, is het theoretische aantal volledig gescheiden pieken dat in een chromatogram van begin tot eind naast elkaar zouden kunnen staan. Als twee scheidingsmechanismen compleet orthogonaal zijn, dan is de theoretische piekcapaciteit (nT) het product van de piekcapaciteit van elke dimensie. Dit wordt ook wel de piekcapaciteit-productregel genoemd.
nT = n1 . n2 … . nn
nn = de piekcapaciteit bij de nde dimensie.
Als voorbeeld, als de piekcapaciteit van twee kolommen respectievelijk 100 en 250 zou bedragen, dan wordt de piekcapaciteit van deze 2D-scheiding 25.000. Het scheidend vermogen van een kolom kan ook vergroot worden door de kolomlengte te verlengen, echter betekent dit vaak het gebruik van sterkere pompen, een toename in analysetijd en slechts de wortel van toename van de lengte in scheidend vermogen. Een twee keer langere kolom betekent dus maar "wortel 2" = 1,41 de scheidingskracht tegen twee keer de analysetijd. Dit illustreert duidelijk dat MDLC-systemen veel krachtigere scheidingen aankunnen dan conventionele HPLC systemen. Echter blijkt de theoretisch berekende maximale piekcapaciteit -tot het schrijven van dit artikel- zelden behaald te worden. Dit wordt verder uitgelegd onder orthogonaliteit.

### Resolutie
De resolutie van de multidimensionale chromatografie (Rs) is gelijk aan wortel van de som van de afzonderlijke resoluties in het kwadraat.
Rs = √(Rs12 + Rs22+…)
De resolutie voor de aparte dimensies kan als volgt berekend worden:
Rsx = ∆tx/4σx
Hierin is tx het verschil in retentietijd tussen twee pieken en σ de standaardafwijking van de gausscurve.

### Orthogonaliteit
Voor een hoge piekcapaciteit is orthogonaliteit nodig tussen de gebruikte kolommen. De vermenigvuldiging van de dimensies bij het bepalen van de theoretische piekcapaciteit mag alleen plaatsvinden als de twee dimensies in principe totaal orthogonaal zijn. Twee dimensies zijn orthogonaal wanneer scheidingsmechanismen van de dimensies zeer verschillend zijn. Dat is nodig omdat men anders analieten scheidt op vergelijkbare scheidingsmechanismen, wat niet meer selectiviteit oplevert en dus niet de maximale scheiding.
Als de piekverdeling statistisch onafhankelijk is, zijn de LC-scheidingsmechanismen orthogonaal. Verschillende scheidingsmechanismen garanderen soms nog geen hoge orthogonaliteit. Een voorbeeld hiervan is dat bij "SCX" (strong cation exchange chromatografie) vooral elektrostatische interacties plaatsvinden, maar toch ook hydrofobe interacties. Daardoor is deze kolom niet 100% orthogonaal met een reversed phase (RP)-kolom. Daarbij komt ook nog dat als men kijkt naar de chemische samenstelling van een complex monster, de moleculaire eigenschappen van analieten niet equivalent verdeeld zijn en dit op zichzelf ook al een reden dat niet alle analieten in een complex mengsel even goed gescheiden worden in welk scheidend systeem dan ook. In die zin is het de vraag of de theoretische piekcapaciteit ooit behaald kan worden.

## Materiaal

### Verschil tussen "comprehensive" and "heart-cutting"
Bij heart-cutting worden alleen gewenste fracties van de eerste dimensie in de tweede dimensie geïnjecteerd, terwijl bij comprehensive MDLC alle fracties uit de eerste dimensie in de tweede dimensie terechtkomen.

### Valves
Er worden veel verschillende soorten valves (bijvoorbeeld "6,8, 10 port valves") gebruikt voor het regelen van de injectie en collectie van het monster.

### Kolommen en combinaties
Voor de optimale resolutie in twee dimensies moeten de kolommen die geselecteerd worden orthogonaal zijn. Het is belangrijk hierbij dat de stationaire fasen van elkaar verschillen zodat zeer verschillende retentiemechanismen ontstaan. Het is mogelijk om twee vloeistoffen die goed met elkaar mengen als mobiele fase te gebruiken. De grootte en het type van de kolommen die gebruikt worden bij MDLC zijn logischerwijs verschillend. De grootte van de kolom die men kiest hangt onder andere af van de hoeveelheid van het monster dat beschikbaar is, het detectiesysteem en de kolommen die beschikbaar zijn op laboratoria. De belangrijkste voorbeelden van kolommen met stationaire en mobiele fase zijn in de onderstaande tabel weergegeven.
| Methode        | Stationaire fase | Mobiele fase |
| -------------- | ---------------- | ------------ |
| Normal phase   | Polair           | Apolair      |
| Reversed phase | Apolair          | Polair       |

Andere methoden die kunnen worden gebruikt zijn:
- "hydrophilic interaction liquid chromatography" scheiding door hydrofobe interacties (HILIC)
- "ion exchange chromatography"ionenuitwisselingschromatografie (IEC)
- "capillary electrophoresis"(CE)
- "size exclusion chromatography" (SEC)

### Detectie
Voor detectie in MDLC kunnen dezelfde methoden worden gebruikt als voor detectie in conventionele 1D-vloeistofchromatografie. De keuze van de detector is afhankelijk van het analiet dat gedetecteerd moet worden en de mogelijkheden die op dat moment gelden voor de laatst gebruikte kolom. Enkele voorbeelden:
- massaspectrometrie, een veelgebruikte methode, die ook structuurinformatie geeft over het analiet;
- ultravioletdetectie, vaak gebruikt voor peptiden, eiwitten en andere moleculen die chromofore groepen bevatten;
- refractieve indexdetectie, onder andere bij de analyse van polymeren.

## Toepassingen
Een onderzoeksvlak waarin veel met multidimensionale vloeistofchromatografie gewerkt wordt is in proteomics, oftewel eiwitanalyse. Om complexe verteringsenzymen te scheiden is deze methode beter te gebruiken dan bijvoorbeeld tweedimensionale gel-elektroforese. Ook bij toxicologie, milieu-onderzoek en klinische chemie en metabolomics wordt vaak gebruikgemaakt van MDLC.
MDLC wordt verder onder andere gebruikt voor het isoleren van:
- Geneesmiddelen uit een biologische matrix
- Eiwitten
- Polysachariden
- Homopolymeren, oligomeren, copolymeren
- Oppervlakte-actieve stoffen
- Polycyclische aromatische koolwaterstoffen
- DNA-fragmenten

## Voetnoten
1. ↑  Multidimensional Chromatography, Marcel Dekker, Hernan J. Cortes, ISBN 0-8247-8136-8, (1990)
2. ↑  http://www.chem.agilent.com/cag/prod/lc/Application-multi.pdf